# Johnson & Johnson
Johnson & Johnson este o companie americană farmaceutică, care produce, de asemenea bunuri de larg consum și aparate medicale. Compania a fost fondată în anul 1886.
În anul 2007, un procent de 41% din cifra de afaceri a fost generat de vânzările de produse farmaceutice, 35% de vânzările de aparatură medicală și de diagnoză, iar restul de 24% de vânzările de produse de larg consum. În același an, 47% din vânzări au fost în afara SUA.
Începând cu 2016, împotriva companiei Johnson & Johnson s-au deschis numeroase procese în care era acuzată că începând cu anii 1970 a vândut pudră de talc pentru copii, contaminată cu azbest, o substanță cancerigenă prezentă în locurile de unde se extrage talcul
Oficialii companiei cunoșteau problema, dar „au băgat gunoiul sub preș”. Conform Reuters, Johnson & Johnson a mușamalizat informațiile pe care le avea despre prezența azbestului în compoziția pudrei de talc Johnson’s Baby, atât față de clienți, cât și față de diverse instituții de verificare.
În 2022, cei mai mari trei distribuitori americani de medicamente (McKesson, AmerisourceBergen și Cardinal Health) și Johnson & Johnson (J&J) au convenit să plătească 590 de milioane de dolari americani pentru a soluționa pretențiile triburilor de americani nativi, conform cărora companiile au alimentat o epidemie de opioide.

## Privire generală
Număr de angajați în anul 2008: 119.000
Rezultate financiare (miliarde USD):
| An                       | 2007 | 2006 | 2005 | 2004 | 2003 | 2002 | 2001 | 2000 |
| ------------------------ | ---- | ---- | ---- | ---- | ---- | ---- | ---- | ---- |
| Cifră de afaceri         | 61,1 | 53,3 | 50,5 | 47,3 | 41,9 | 36,3 | 32,3 | 29,1 |
| Venit net                | 10,5 | 11   | 10   | 8,5  | 7,1  | 6,6  | 5,6  | 4,9  |
| Cheltuieli cu cercetarea | 7,6  | 7,1  | 6,4  | 5,3  | 4,6  | 3,9  | -    | -    |